# Quist renal
Un quist renal és una col·lecció de líquid dins o sobre el ronyó. Hi ha diversos tipus basats en la classificació de Bosniak. La majoria són quists benignes i simples que es poden controlar i no intervenir. Tanmateix, alguns són cancerosos o sospitosos de càncer i s'extirpen habitualment en un procediment quirúrgic anomenat nefrectomia.
S'observen nombrosos quists renals en les malalties renals quístiques, que inclouen la poliquistosi renal i l'espongiosi medul·lar renal.

## Classificació
Els quists renals es classifiquen per risc de malignitat mitjançant el sistema de classificació de Bosniak. El sistema va ser creat per Morton Bosniak (1929–2016), membre del professorat del Centre Mèdic Langone de la Universitat de Nova York.
La classificació Bosniak classifica els quists renals en cinc grups.
Categoria I
Quist simple benigne amb paret prima sense septes, calcificacions o components sòlids, i té una densitat de 0-20 HU (unitats Hounsfield) (aproximadament igual a la de l'aigua). En aquests casos, una TC sense contrast intravenós és suficient per a la classificació. Així i tot, si es realitza una TC amb contrast, un quist de categoria I no hauria de mostrar una millora significativa,que es pot considerar com un augment inferior a 10 HU.
Categoria II
Quist benigne amb uns quants septes prims, que pot contenir calcificacions fines o un petit segment de calcificació lleugerament engruixit. Això inclou lesions homogènies i d'alta atenuació (60-70 HU) de menys de 3 cm amb marges afilats però sense millora. Els quists hiperdensos han de ser exòfits amb almenys el 75% de la seva paret fora del ronyó per permetre una avaluació adequada dels marges, en cas contrari es classifiquen com a IIF.
Categoria IIF

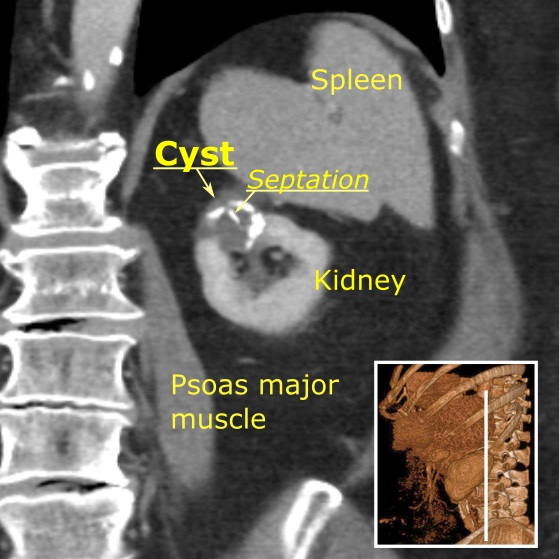
Un quist IIF de categoria bosniaca. Aquest fa 3 cm d'amplada, amb calcificacions dins de la seva paret, vistes com a zones molt radiodenses (blanques en aquesta presentació) als seus marges. També hi ha una septació que està calcificada. No obstant això, el quist no mostra millora (captació de contrast).

Aquesta categoria inclou quists renals amb múltiples septes prims, un septe més gruixut que la línia del cabell, paret lleugerament gruixuda o amb calcificació, que pot ser gruixuda. També inclou quists intrarenals de més de 3 cm si:
- no hi ha millora del contrast (en cas contrari, categoria III).[7]
- hi ha una gran atenuació o hi ha un màxim del 25% de les seves parets visibles fora del ronyó (en cas contrari, categoria II).[3]

Els quists de categoria IIF tenen un risc d'entre un 5 i un 10% de ser càncer de ronyó i, per tant, es recomana un seguiment. Tanmateix, no hi ha cap recomanació consensuada sobre l'interval adequat de seguiment.
Categoria III
Masses quístiques indeterminades amb parets o septes engruixits, irregulars o llisos amb realçament mesurable. En última instància, aproximadament entre el 40 i el 60% d'aquestes lesions són malignes, més freqüentment en les formes quístiques de carcinoma de cèl·lules renals i la seva variant multiloculada. La resta de lesions són benignes i inclouen quists hemorràgics, quists crònics infectats i nefromas quístics multiloculats.
Categoria IV
Masses quístiques malignes amb totes les característiques de les lesions de categoria III però també amb components de teixits tous realçats independents però adjacents a les parets. Aproximadament del 85 al 100% d'aquestes lesions són malignes.
La presència d'una millora de contrast mesurable de la lesió és la característica més important per distingir entre els quists d'alt risc (classificacions III i IV) dels quists típicament benignes i de baix risc de Bosniak I, II i IIF. Aquesta millora amb el contrast hauria de ser almenys de 10 a 15 HU superiors en comparació amb imatges no millorades.
|                   | categoria bosniaca | categoria bosniaca             | categoria bosniaca                   | categoria bosniaca                                         | categoria bosniaca |
|                   | I                  | II                             | IIF                                  | III                                                        | IV                 |
| ----------------- | ------------------ | ------------------------------ | ------------------------------------ | ---------------------------------------------------------- | ------------------ |
| Atenuació         | 0–20 HU            | 60–70 HU                       |                                      |                                                            |                    |
| Parets            | Primes i llises    | Calcificacions petites i fines | Calcificacions nodulars o irregulars | Gruixudes, heterogènies. Calcificacions brutes amb millora |                    |
| Components sòlids | No                 | No                             | No                                   | No                                                         | Sí                 |